# Joshua Clayton

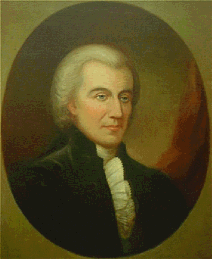

Joshua Clayton (20 de julho de 1744 - 11 de agosto de 1798) foi um político norte-americano que foi governador do estado do Delaware, no período de 1793 a 1796, pelo Partido Federalista.